# Andrea Jourdan
Pour les articles homonymes, voir Jourdan.
Andrea Jourdan, née à Baie-Comeau, est une auteure culinaire québécoise, chroniqueur au Journal de Montréal et une collaboratrice anonyme (ghostwriter) pour plusieurs auteurs de livres de cuisine.

## Biographie et carrière
Née à Baie-Comeau, Québec, au Canada, Andrea Jourdan fait des études en sciences politiques et littérature française.
Après un séjour en France durant lequel elle rencontre les chefs Joël Robuchon et Bernard Loiseau, Andrea et son mari, le réalisateur américain Philip Jourdan, ouvrent un premier restaurant à Los Angeles, aux États-Unis, puis un second à Montréal au Canada,,. Son amour pour la cuisine européenne la ramène en Europe, plus précisément en Italie où elle anime la série télévisée Mangia! Mangia! créée pour le marché américain et diffusée de 1996 à 1998 . Puis elle écrit son premier livre de recettes en anglais, The Extra Virgin Olive Oil of Lucca consacré aux recettes et aux producteurs d'huile d'olive de Lucques en Toscane.
En 2011, Andrea Jourdan publie aux Éditions Transcontinental le livre Spoom, Desserts envoûtants  qui reçoit en 2012 le prix Gourmand World Cookbook Awards pour la Meilleure Photographie de livres de recettes publié au Canada francophone. Toujours aux Éditions Transcontinental, elle publie deux autres livres, Tartares et Carpaccios et Tartes en folie.
Depuis 2013, Andrea Jourdan écrit la collection de titres Complètement aux Éditions de l'Homme, dont chaque titre propose 30 recettes autour d'un unique thème. Deux de ses livres de recettes ont reçu les prix Gourmand World Cookbook Awards en 2015 : Recevoir toute l'année avec Andrea (Entertaining - French Canada) et Le garde-manger d'Andrea (Easy Recipes - French Canada). Elle est également chroniqueur aux pages Saveurs du Journal de Montréal.
Après la fermeture de sa boutique Les Petits Plaisirs d'Andrea sur la rue Laurier, Andrea ouvre le 9 mars 2016 Andrea Jourdan La Boutique au célèbre Marché Jean-Talon, lieu où sont disponibles nombreux coups de cœur culinaires ainsi que des produits à la marque maison créés par Andrea elle-même jusqu'à la fin de ses activités commerciales en novembre 2018.

## Publications
- The Extra Virgin Olive Oil of Lucca, Andrea's Kitchen Books, 1998.  (ISBN 978-0-96710-000-5)
- Spoom, Desserts envoûtants, Éditions Transcontinental, 2011.  (ISBN 978-2-89472-589-4)
- Tartares & Carpaccios, Éditions Transcontinental, 2012.  (ISBN 978-2-89472-617-4)
- Tartes en folie, Éditions Transcontinental, 2012.  (ISBN 978-2-89472-619-8)
- Burgers & Pizzas, Marshall Cavendish, 2012.  (ISBN 978-9-81436-146-0)
- Cupcakes & Muffins, Marshall Cavendish, 2012.  (ISBN 978-9-81436-149-1)
- Pies & Quiches, Marshall Cavendish, 2012.  (ISBN 978-9-81436-147-7)
- Soups & Sandwiches, Marshall Cavendish, 2012.  (ISBN 978-9-81436-148-4)
- Sweets & Desserts, Marshall Cavendish, 2012.  (ISBN 978-9-81436-150-7)
- Complètement Cheesecakes, Les Éditions de l'Homme, 2012.  (ISBN 978-2-76193-463-3)
- Complètement Crevettes, Les Éditions de l'Homme, 2012.  (ISBN 978-2-76193-465-7)
- Complètement Cru, Les Éditions de l'Homme, 2012.  (ISBN 978-2-76193-460-2)
- Complètement Desserts en pots, Les Éditions de l'Homme, 2012.  (ISBN 978-2-76193-732-0)
- Complètement Limonades, Les Éditions de l'Homme, 2012.  (ISBN 978-2-76193-461-9)
- Complètement Quinoa, Les Éditions de l'Homme, 2012.  (ISBN 978-2-76193-459-6)
- Complètement Salades, Les Éditions de l'Homme, 2012.  (ISBN 978-2-76193-457-2)
- Complètement Smoothies, Les Éditions de l'Homme, 2012.  (ISBN 978-2-76193-462-6)
- Complètement Soupes d'automne, Les Éditions de l'Homme, 2012.  (ISBN 978-2-76193-668-2)
- Complètement Soupes froides, Les Éditions de l'Homme, 2012.  (ISBN 978-2-76193-456-5)
- Complètement Tartares, Les Éditions de l'Homme, 2012.  (ISBN 978-2-76193-458-9)
- Complètement Tomates, Les Éditions de l'Homme, 2012.  (ISBN 978-2-76193-465-7)
- Absolutely Autumn Soups, AF Gourmet, 2012
- Absolutely Cheesecake, AF Gourmet, 2012
- Absolutely Chicken, AF Gourmet, 2012
- Absolutely Cold Soups, AF Gourmet, 2012
- Absolutely Cookies, AF Gourmet, 2012
- Absolutely Crepes, AF Gourmet, 2012
- Absolutely Desserts in a Jar, AF Gourmet, 2012
- Absolutely Ice Cream, AF Gourmet, 2012
- Absolutely Lasagna, AF Gourmet, 2012
- Absolutely Lemonade, AF Gourmet, 2012
- Absolutely Quinoa, AF Gourmet, 2012
- Absolutely Raw, AF Gourmet, 2012
- Absolutely Risottos, AF Gourmet, 2012
- Absolutely Salads, AF Gourmet, 2012
- Absolutely Salmon, AF Gourmet, 2012
- Absolutely Shrimp, AF Gourmet, 2012
- Absolutely Smoothies, AF Gourmet, 2012
- Absolutely Tajine, AF Gourmet, 2012
- Absolutely Tartare, AF Gourmet, 2012
- Absolutely Tomatoes, AF Gourmet, 2012
- Chicken Meals, Marshall Cavendish, 2013.  (ISBN 978-9-81440-846-2)
- Ice Creams & Sorbets, Marshall Cavendish, 2013.  (ISBN 978-9-81440-844-8)
- Lasagne & Risottos, Marshall Cavendish, 2013.  (ISBN 978-9-81440-845-5)
- Pancakes & Waffles, Marshall Cavendish, 2013.  (ISBN 978-9-81440-843-1)
- Ultimate Cookies, Marshall Cavendish, 2013.  (ISBN 978-9-81440-847-9)
- 150 Best Desserts in a Jar, Robert Rose, 2013.  (ISBN 978-0-77880-435-2)
- Desserts en pots. 150 recettes irrésistibles, Les Éditions de l'Homme, 2013.  (ISBN 978-2-76193-497-8)
- Complètement Courges, Les Éditions de l'Homme, 2013.  (ISBN 978-2-76193-863-1)
- Complètement Gâteaux au chocolat, Les Éditions de l'Homme, 2013.  (ISBN 978-2-76193-866-2)
- Complètement Gratins, Les Éditions de l'Homme, 2013.  (ISBN 978-2-76193-867-9)
- Complètement Noël, Les Éditions de l'Homme, 2013.  (ISBN 978-2-76193-864-8)
- Complètement Osso buco, Les Éditions de l'Homme, 2013.  (ISBN 978-2-76193-865-5)
- Complètement Burgers, Les Éditions de l'Homme, 2014.  (ISBN 978-2-76193-979-9)
- Complètement Érable, Les Éditions de l'Homme, 2014.  (ISBN 978-2-76193-980-5)
- Complètement Fraises, Les Éditions de l'Homme, 2014.  (ISBN 978-2-76193-978-2)
- Complètement Pétoncles, Les Éditions de l'Homme, 2014.  (ISBN 978-2-76193-977-5)
- Les desserts faciles d'Andrea, Éditions Coup d'œil, 2014.  (ISBN 978-2-89731-481-1)
- Complètement Biscuits, Les Éditions de l'Homme, 2014.  (ISBN 978-2-76193-672-9)
- Complètement Lasagnes, Les Éditions de l'Homme, 2014.  (ISBN 978-2-76193-671-2)
- Complètement Poulet, Les Éditions de l'Homme, 2014.  (ISBN 978-2-76193-669-9)
- Complètement Risottos, Les Éditions de l'Homme, 2014.  (ISBN 978-2-76193-670-5)
- La mijoteuse facile d'Andrea, Éditions Coup d'œil, 2014.  (ISBN 978-2-89731-480-4)
- Le garde-manger d'Andrea, Éditions Goélette, 2014.  (ISBN 978-2-89690-627-7)
- Recevoir toute l'année avec Andrea, Éditions Coup d'œil, 2014.  (ISBN 978-2-89731-484-2)
- Grillades chez soi, Éditions Coup d'œil, 2014.  (ISBN 978-2-89731-482-8)
- Homard et crabe chez soi, Éditions Coup d'œil, 2014.  (ISBN 978-2-89731-483-5)
- Complètement Crème glacée, Les Éditions de l'Homme, 2014.  (ISBN 978-2-76193-854-9)
- Complètement Noix de coco, Les Éditions de l'Homme, 2014.  (ISBN 978-2-76194-263-8)
- Complètement Pommes, Les Éditions de l'Homme, 2014.  (ISBN 978-2-76194-264-5)
- Complètement Saumon, Les Éditions de l'Homme, 2014.  (ISBN 978-2-76193-856-3)
- Le poêlon à toutes les sauces, Éditions Coup d'œil, 2015.  (ISBN 978-2-89731-479-8)
- La saison des conserves avec Claudette Dion, Éditions Édito, 2015.  (ISBN 978-2-92440-252-8)
- Sortez vos mijoteuses avec Claudette Dion, Éditions Édito, 2015.  (ISBN 978-2-92440-253-5)
- Complètement Asperges, Les Éditions de l'Homme, 2015.  (ISBN 978-2-76194-218-8)
- Complètement Brochettes, Les Éditions de l'Homme, 2015.  (ISBN 978-2-76194-219-5)
- Complètement Crêpes, Les Éditions de l'Homme, 2015.  (ISBN 978-2-76193-673-6)
- Complètement Tajines, Les Éditions de l'Homme, 2015.  (ISBN 978-2-76193-857-0)
- Les super aliments à toutes les sauces, Éditions Coup d'œil, 2016.  (ISBN 978-2-89731-386-9)
- Irrésistible érable, une histoire d'amour en 100 recettes, Éditions Édito, 2016.  (ISBN 978-2-92440-272-6)
- Chasse et pêche : 100 recettes de gibier et de poissons du Québec, Éditions Coup d'œil, 2016.  (ISBN 978-2-89731-754-6)
- Simplement BBQ : 110 recettes du Journal de Montréal, Éditions du Journal de Montréal, 2018.  (ISBN 978-2-89761-071-5)
- Caviar (par Andrea), Andrea Jourdan Éditions, septembre 2018.  (ISBN 978-2-92493-806-5)
- Caviar (by Andrea), Andrea Jourdan Éditions, septembre 2018.  (ISBN 978-2-92493-801-0)
- Érable (par Andrea), Andrea Jourdan Éditions, septembre 2018.  (ISBN 978-2-92493-804-1)
- Maple (by Andrea), Andrea Jourdan Éditions, septembre 2018.  (ISBN 978-2-92493-805-8)
- Foie gras (par Andrea), Andrea Jourdan Éditions, septembre 2018.  (ISBN 978-2-92493-802-7)
- Foie Gras (by Andrea), Andrea Jourdan Éditions, septembre 2018.  (ISBN 978-2-92493-803-4)
- Truffe (par Andrea), Andrea Jourdan Éditions, septembre 2018.  (ISBN 978-2-92493-806-5)
- Truffle (by Andrea), Andrea Jourdan Éditions, septembre 2018.  (ISBN 978-2-92493-807-2)
- Coffret 4 livres gourmands (tome 1), Andrea Jourdan Éditions, septembre 2018.  (ISBN 978-2-92493-813-3). Comprend les titres français Caviar, Érable, Foie Gras et Truffe de la collection Par Andrea.
- 4-Volume Cookbook Set (Vol 1), Andrea Jourdan Éditions, septembre 2018.  (ISBN 978-2-92493-814-0). Comprend les titres anglais Caviar, Foie Gras, Maple & Truffle de la collection By Andrea.
- Cuisiner au vin blanc, Andrea Jourdan Éditions, septembre 2018.  (ISBN 978-2-92493-809-6)
- Cuisiner au vin rouge, Andrea Jourdan Éditions, septembre 2018.  (ISBN 978-2-92493-808-9)
- Cooking with Red Wine, Andrea Jourdan Éditions, septembre 2018.  (ISBN 978-2-92493-811-9)
- Cooking with White Wine, Andrea Jourdan Éditions, septembre 2018.  (ISBN 978-2-92493-812-6)

## Traductions
- The Great Book of Fish, Book Sales, 1998.  (ISBN 978-1-57145-248-1).
- The Great Book of Mediterranean Cuisine, Book Sales, 1998.  (ISBN 978-0-78581-368-2).
- The Great Book of Pasta, Book Sales, 1998.  (ISBN 978-1-57145-247-4).

## Collaborations
- 100 Personnalités 100 Recettes, Fondation les Ailes de la Mode, 2002.  (ISBN 978-2-98077-060-9).
- Préface du livre BBQ au Max (auteur: Max Lavoie), Guy Saint-Jean Éditeur, 2015.  (ISBN 978-2-89455-939-0).